# Marco muestral
En estadística, un marco muestral o marco de muestreo es el material o dispositivo utilizado para extraer una muestra. Puede ser una lista de los elementos de una población que puede incluir individuos, hogares o instituciones.
Un concepto un poco más general de marco muestral incluye marcos muestrales de áreas, cuyos elementos tienen un carácter geográfico. Los marcos de muestreo de áreas pueden ser útiles, por ejemplo, en las estadísticas agrícolas cuando no se dispone de un censo agrícola adecuado y actualizado. En las encuestas ambientales, los marcos de muestreo de áreas pueden ser la única opción.
En los casos más sencillos, como cuando  se utiliza un censo, es posible identificar cada elemento de la población e incluir cualquiera de ellos en nuestra muestra; esto se conoce como muestreo directo de elementos. Sin embargo, en muchos otros casos esto no es posible.
Un marco muestral debería facilitar el acceso a las unidades de muestreo seleccionadas, proporcionando información auxiliar adicional que puede usarse para mejorar el diseño de la encuesta, utilizando para técnicas de muestreo más avanzadas, como el muestreo estratificado.
Algunos marcos enumeran sólo 'grupos' o conglomerados, que constituyen la primera etapa de un muestreo polietápico. Por ejemplo, un mapa de calles puede utilizarse como marco para una encuesta puerta a puerta; aunque no muestra casas individuales, podemos seleccionar calles del mapa y luego seleccionar casas en esas calles. 
Leslie Kish planteó cuatro problemas básicos de los marcos muestrales: 
1. Elementos ausentes: algunos miembros de la población no están incluidos en el marco.
2. Elementos extranjeros: Algunos elementos del marco no son miembros de la población.
3. Elementos duplicados: un miembro de la población aparece varias veces en el marco .
4. Grupos o conglomerados: el marco enumera grupos en lugar de individuos.